# Mozilla Firefox 2
Mozilla Firefox 2.0 es una versión del navegador web Mozilla Firefox lanzado el 24 de octubre de 2006 por la Corporación Mozilla.

## Historia
Firefox 2 usa la versión 1.8 del motor de renderizado Gecko para mostrar páginas web. Este lanzamiento contiene muchas nuevas características desde Firefox 1.5, como mejoras del soporte a Scalable Vector Graphics (SVG) y JavaScript 1.7, así como cambios en la interfaz de usuario.
El 22 de marzo de 2006 se publica la primera versión alpha de Firefox 2 (llamada Bon Echo Alpha 1). Presentaba Gecko 1.8.1 por primera vez. Mozilla Firefox 2.0.0.x es la versión final que da soporte a Windows NT 4.0 y Windows 98, aunque puede ejecutarse en Windows 95 y Windows NT 3.51 usando ajustes. Mac OS X 10.5 tuvo un soporte añadido el 18 de octubre de 2007 con la versión 2.0.0.8.
Mozilla dejó de dar soporte a Firefox 2 el 18 de diciembre de 2008.

## Características
- Nuevas características anti-phishing.
- Nuevas opciones ocultas para configurar la muestra de pestañas.
- Registro de pestañas recientes y la habilidad de deshacer pestañas cerradas.
- Restauración automática de la sesión de navegación del usuario en caso de caída del sistema.
- Tema por defecto nuevo, con nuevos iconos y barra de pestañas.
- Compatible con texto en gráficos vectoriales escalables, SVG usando svg:textPath.
- Nuevo instalador con ventanas usando el Nullsoft Scriptable Install System (NSIS).
- Integración de una función para administrar los motores de la barra de búsqueda.
- Agregado un botón similar a «Ir», de la barra de direcciones, pero que sirve solo para la caja de búsqueda.
- Lector de feeds, que muestra un «microsumario» con los últimos feeds del sitio a sindicar, además de una opción para elegir si sindicarlo con Firefox, con una aplicación externa o con un servicio web.
- Corrector ortográfico, que subraya las palabras que no reconocen los diccionarios que se descargan e instalan en esta aplicación.
- Sesión por parte del cliente y almacenamiento persistente.

## Compatibilidad de versiones
| Sistema Operativo                                       | Sistema Operativo                                       | Compatibilidad         |
| ------------------------------------------------------- | ------------------------------------------------------- | ---------------------- |
| Linux kernel 2.2.14 o posterior (con algunas librerías) | Linux kernel 2.2.14 o posterior (con algunas librerías) | 2.0.0.20               |
| Apple Mac OS X                                          | v10.1 Puma                                              | No                     |
| Apple Mac OS X                                          | v10.2 Jaguar-10.3 Panther                               | 2.0.0.20               |
| Apple Mac OS X                                          | v10.4 Tiger                                             | 2.0.0.20               |
| Apple Mac OS X                                          | v10.5 Leopard                                           | 2.0.0.8 hasta 2.0.0.20 |
| OS/2 y eComStation                                      | OS/2 y eComStation                                      | 2.0.0.20               |
| Microsoft Windows                                       | 95                                                      | No                     |
| Microsoft Windows                                       | NT 4.0/98/Me                                            | 2.0.0.20               |
| Microsoft Windows                                       | 2000/XP/Vista/ 2003/Home Server/2008                    | 2.0.0.20               |